# Campionato italiano maschile di pallanuoto 1927
Il campionato italiano 1927 è stata la 11ª edizione della massima serie, ed allora unica, del campionato italiano maschile di pallanuoto. Le squadre partecipanti affrontarono inizialmente una fase a gironi, per poi disputare la finale a Rapallo.

## Finale
|              | Risultato |             |
| ------------ | --------- | ----------- |
| Andrea Doria | 1-0       | 32ª Legione |

## Verdetti
- Andrea Doria Campione d'Italia 1927